# Веттштеттен
Веттштеттен (нім. Wettstetten) — громада в Німеччині, розташована в землі Баварія. Підпорядковується адміністративному округу Верхня Баварія. Входить до складу району Айхштет.
Площа — 12,49 км2. Населення становить 5105 ос. (станом на 31 грудня 2020).